# Saldidae
Saldidae Amyot & Serville, 1843, è una famiglia di piccoli insetti semiacquatici dell'ordine dei Rincoti (sottordine Heteroptera). È la più comune e rappresentativa, per numero di specie e diffusione, dei Leptopodomorfi.

## Descrizione
I Saldidae sono insetti di piccole o medie dimensioni; hanno un corpo appiattito, di forma ovale, e livrea di colore bruno o nero con chiazze chiare in corrispondenza delle emielitre.
Il capo è relativamente grande rispetto al corpo, largo e breve; è fornito di due ocelli e ha grandi occhi emisferici, spesso prominenti ma non subpeduncolati come in altri Leptopodomorfi. Le antenne sono lunghe e composte da 4 articoli. Fra i recettori sensoriali cefalici va citata anche la presenza di tre paia di tricobotri. Il rostro è composto da quattro segmenti ma in apparenza da soli tre a causa della forte riduzione dell'articolo prossimale.
Il torace presenta il pronoto di forma trapezoidale e il mesoscutello ben sviluppato e di forma triangolare. Le ali anteriori sono ben sviluppate oppure presentano vari gradi di meiotterismo. Hanno la membrana distinta e suddivisa da nervature longitudinali parallele in 3-6 cellule. Le zampe sono relativamente lunghe, quelle posteriori di tipo saltatorio. Sono presenti processi spinosi lungo i femori e le tibie. Tarsi composti da tre segmenti.

## Biologia
I Saldidae sono noti fra gli anglosassoni con il nome comune di shore bugs ("cimici delle rive"). La peculiarità di questa famiglia è, in effetti, l'associazione ad ambienti acquatici di vario genere, dei quali colonizzano le sponde. La maggior parte delle specie si rinviene in luoghi umidi, spesso fangosi, sulle rive di corsi d'acqua, stagni, paludi, in litorali sabbiosi o rocciosi, ecc. Alcune specie vivono nella zona intertidale. Sono invece poche le specie associate ad ambienti secchi.
Sono predatori di altri insetti più piccoli oppure si nutrono di animali morti. Grazie alle zampe saltatorie, sono in grado di compiere salti per sfuggire velocemente ai nemici e diverse fonti citano un'oggettiva difficoltà di catturarli a causa della loro agilità. Le femmine depongono le uova fra il muschio, nei tessuti o alla base delle lamine fogliari delle piante erbacee.

## Distribuzione
La famiglia è cosmopolita e si rinviene in tutte le regioni zoogeografiche ad eccezione dell'Antartide. In Italia è comune la specie Saldula saltatoria.
Altre specie presenti in Italia sono le seguenti:
- Chartoscirta cincta (Penisola, Sardegna, Sicilia)
- Chartoscirta cocksii (Penisola)
- Chartoscirta elegantula (Penisola)
- Chartoscirta geminata (Penisola, Sardegna)
- Halosalda concolor (Sardegna, in dubbio Penisola e Sicilia)
- Halosalda lateralis (Penisola, Sardegna, Sicilia)
- Macrosaldula madonica (Sicilia)
- Macrosaldula scotica (Penisola, Sardegna, Sicilia)
- Macrosaldula variabilis (Penisola, Sardegna, Sicilia)
- Pentacora sphacelata (Sardegna)
- Salda adriatica (Penisola)
- Salda littoralis (Penisola)
- Salda muelleri (Penisola)
- Saldula amplicollis (Penisola, Sicilia)
- Saldula arenicola (Penisola, Sardegna, Sicilia)
- Saldula c-album (Penisola)
- Saldula melanoscela (Penisola, Sicilia)
- Saldula nitidula (Penisola)
- Saldula opacula (Penisola, Sardegna, Sicilia)
- Saldula orthochila (Penisola)
- Saldula pallipes (Penisola, Sardegna, Sicilia)
- Saldula palustris (Penisola, Sardegna, Sicilia)
- Saldula pilosella (Penisola, Sardegna)
- Saldula saltatoria (Penisola)
- Saldula sardoa (Sardegna)
- Saldula xanthochila (Penisola)
- Teloleuca pellucens (Penisola)

## Tassonomia
L'inquadramento sistematico della famiglia contempla nella letteratura due differenti impostazioni. La prima riunisce le famiglie Saldidae e Aepophilidae nella superfamiglia Saldoidea. La seconda include invece tutti i Leptopodomorfi nell'unica superfamiglia Leptopodoidea.
La famiglia si suddivide in due sottofamiglie, Chiloxanthinae e Saldinae. Alcune fonti riprendono l'originaria classificazione proposta da COBBEN (1959), comprendendo nella famiglia anche una terza sottofamiglia, Aepophilinae, con la sola specie Aepophilus bonnairei. Questa sottofamiglia è tuttavia elevata al rango di famiglia (Aepophilidae) da SCHUH e POLHEMUS (1980).
Complessivamente le due sottofamiglie comprendono 274 specie ripartite fra 28 generi.